# ジュデッカ運河

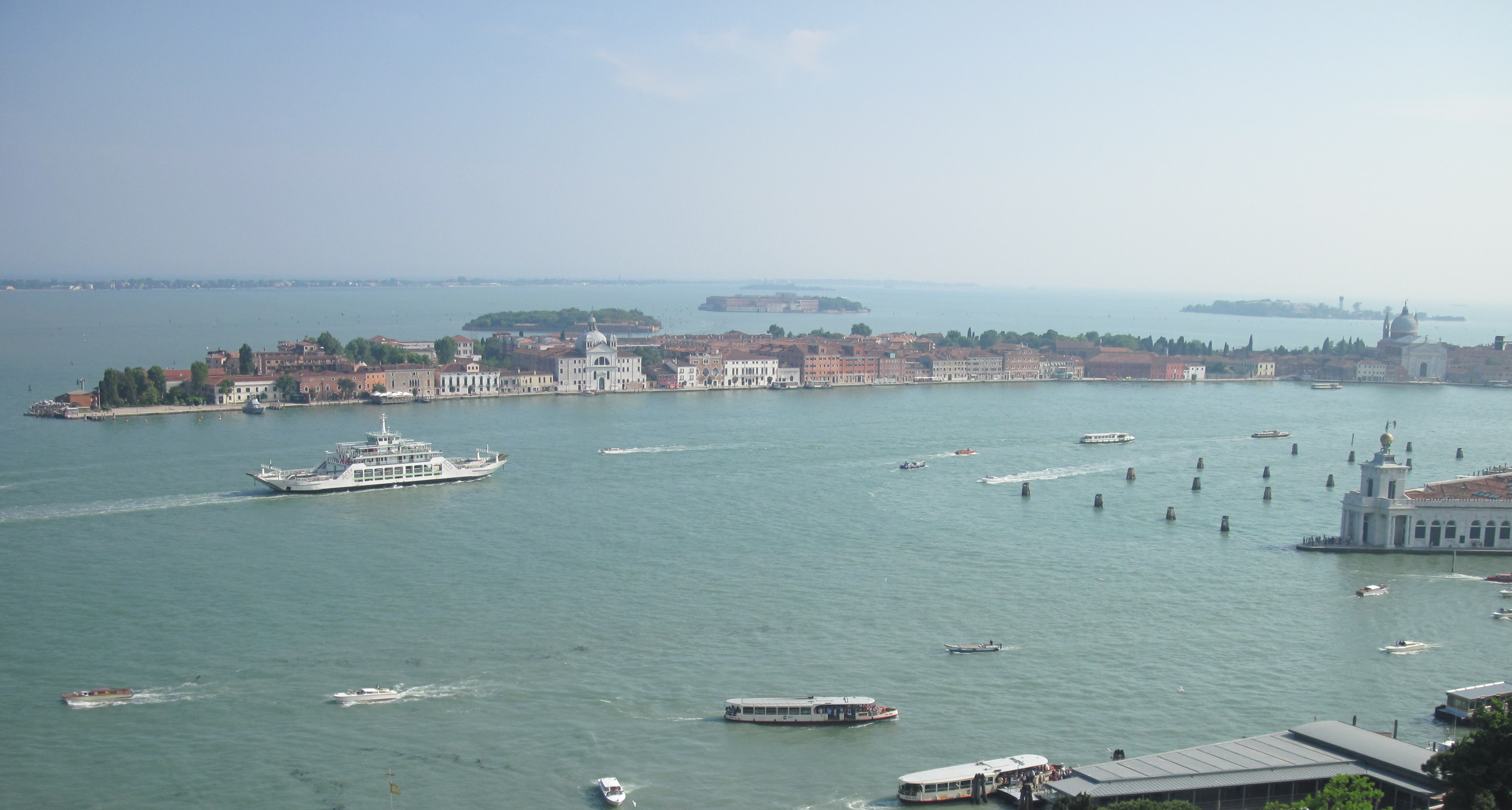
ジュデッカ運河内を通る船舶

ジュデッカ運河（ジュデッカうんが、イタリア語: Canale della Giudecca）は、イタリアのヴェネチアにあるドルソドゥーロ地区内の運河である。ジュデッカ島を横切り、サン・マルコ広場の内湾へ流れ込み、カナル・グランデにも繋がっている。

運河沿いにはサンタ・マリア・デッラ・サルーテ聖堂など歴史的建造物も多い。
座標: 北緯45度25分37秒 東経12度19分48秒 / 北緯45.42694度 東経12.33000度